# Tiszajenő
Tiszajenő is een plaats (község) en gemeente in het Hongaarse comitaat Jász-Nagykun-Szolnok. Tiszajenő telt 1699 inwoners (2002).